# فیل (فیلم ۱۹۸۹)
فیل (به انگلیسی: Elephant) نام فیلم کوتاهی است که در سال ۱۹۸۹ به کارگردانی آلن کلارک ساخته شد. تهیه‌کنندهٔ این فیلمِ بی‌بی‌سی دنی بویل است.
داستانِ فیل در ایرلند شمالی و در دوران درگیری‌های این کشور اتفاق می‌افتد. نامِ فیلم برگرفته از توصیفِ برنارد مک‌لاورتی از شرایط ایرلند شمالی است: «همچون فیل در هال خانه‌مان». اشارهٔ مک‌لاورتی به اصطلاحی است در زبان انگلیسی که در مورد سرپوش گذاشتن بر یک مشکل بدیهی گفته می‌شود؛ مشکلی بزرگ که کسی دوست ندارد درباره‌اش حرف بزند.
گاس ون سنت نامِ فیلمی را که در سال ۲۰۰۳ ساخت، با ارجاع به این فیلم فیل گذاشت.